# نيورونيمز
نيورونيمز (بالإنجليزية: NeuroNames)‏ وتترجم حرفياً إلى أسماء العَصبونات، هي تسمية تعريفيّة بالبِنَى (تراكيب) في الدماغ والحبل الشوكي للأنواع الأربعة الأكثر دراسة من قِبَل عُلَماء الأعصاب: الإنسان، المَكَّاك، الجُرَذ، الفأر. توفِّر لغة مقيدة مِعياريّة لأسماء البِنى الشائعة، بحيث تكون مُلائِمة وواضِحة لفهرسة معلومات التشريح العصبيّ في قواعد البيانات الرَقَمِيّة. اختيرت المُصطلحات المِعياريّة في المُعجُم وفق سهولة النطق وسهولة التذكُّر وتكرار استخدامها في مَنشورات علم الأعصاب الحديثة، وقد عُرِّفَت البِنى وعلاقتها مع بعضها البعض باستخدام المُصطلحات المِعياريّة. تحوي حاليًّا أسماء مِعياريّة ومُرادِفات وتعاريف لحوالي 2500 كيان تشريحيّ عصبيّ.
تُحفَظ موسوعة التسميات من قِبَل جامعة واشنطن حيث يتبع لها أداة تدعى معلومات الدماغ (بالإنجليزية: BrainInfo)‏. تفيد هذه الأداة في استعراف البنى في الدماغ؛ فيمكنك البحث إمَّا حسب اسم البنية أو تحديد البنية في أطلس الدماغ والحصول على معلوماتٍ مثل موقعها في تَراتُب (سلسلة هرمية) الدماغ الكلاسيكيّ، صور البنى، أنواع الخلايا التي تحويها، ارتباطاتها التعبير الجينيّ هُناك. يمكن الولوج إلى المعلومات عبر أيٍّ من المُرادفات الّتي يبلغ عددها 16000 في ثماني لغاتٍ.
تُعَدُّ مَصدرًا مُعجميًّا للتسميات في نظام اللغة الطبية الموحدة. موصوفة بعمق أكثر في المقالات العلميّة الثلاثة التالية:
- D. M. Bowden؛ R. F. Martin (مارس 1995). "NeuroNames Brain Hierarchy". NeuroImage. ج. 2 ع. 1: 63–83. DOI:10.1006/nimg.1995.1009. PMID:9410576. {{استشهاد بدورية محكمة}}: الوسيط غير المعروف |lastauthoramp= تم تجاهله يقترح استخدام |name-list-style= (مساعدة)
- D. M. Bowden؛ M. F. Dubach (2003). "NeuroNames 2002". Neuroinformatics. ج. 1 ع. 1: 43–59. DOI:10.1385/NI:1:1:043. PMID:15055392. {{استشهاد بدورية محكمة}}: الوسيط غير المعروف |lastauthoramp= تم تجاهله يقترح استخدام |name-list-style= (مساعدة)
- D. M. Bowden؛ E. Song؛ J. Kosheleva؛ M. F. Dubach (2011). "NeuroNames: An Ontology for the BrainInfo Portal to Neuroscience on the Web". Neuroinformatics. ج. 10 ع. 1: 97–114. DOI:10.1007/s12021-011-9128-8. PMC:3247656. PMID:21789500.

## روابط خارجيّة
- Overview of NeuroNames
- BrainInfo
- NeuroNames Direct Link